# Hotiza
Hotiza (madžarsko Murarév) je vas v Občini Lendava, na pomurski ravnici ob slovensko-hrvaški meji. To gručasto naslje leži na nadmorski višini 165 m, ob reki Muri med glavno prometnico Lendava–Murska Sobota ter staro strugo reke Mure. K naselju sodijo zaselki Ložič ob cesti proti Veliki Polani, Grede ob glavni cesti proti Črenšovcem in Mirišče, nekdanji del naselja Brezovec. V okolici naselja so na peščeni ravnini njive in travniki, več je tudi gozda (vrbe, topoli, jelše, idr.).
Sredi vasi stoji župnijska cerkev Svetega Petra in Pavla iz leta 1926. Državna meja s Hrvaško teče po levem bregu Mure in se skoraj dotika hiš v južnem delu naselja.

## Lega
Vas leži na dolinskem delu Prekmurja na narodnostnem križišču. Poleg Slovencev so se preselile sem družine raznih drugih narodnosti, ki složno živijo v vaški skupnosti. V zadnjem času je opazno, da se vaščani Hotize in sosednjih vasi Kapca in Kot vedno bolj povezujejo, čeprav prebivalci Kapce povečini spadajo v madžarsko govorečo skupino. Včasih so se Hotižanci bolj ozirali za partnerji čez breg Mure, ki ni nikoli delila ljudi. Vas je bila prvič omenjena leta 1389 pod imenom Hodica. Pomenilo naj bi kraj, kjer so ljudje »hodili« z brodom prek rek Mure. Tudi v habsburški monarhiji je vas imela ime Murarév kar naj pomeni murski brod. Dokumenti govorijo, da je vas med madžarsko revolucijo 1848–1849 utrpela mnogo škode, ker je podpirala Jelačićevo vojsko. Da bi preprečili prehod cesarske vojske, so brod Madžari 13. decembra 1848 potopili.

## Kmetijstvo in živinoreja
Najpomembnejša panoga Hotize in okoliša je kmetijstvo, kjer sta pomembna poljedelstvo (koruza, pšenica, krompir, pšenica) in živinoreja, katere obseg pa se zmanjšuje. Ob Muri in njenih mrtvih rokavih je svet poplavljen. Jugozahodno od kraja je v nižinskem gozdu Orlovščku, nekdanji posesti Beltinskih grofov, bogato lovišče fazanov in druge divjadi.
Večina zaposlenih krajanov se vozi na delo v Lendavo.

## Prebivalstvo
Število prebivalstva se na Hotizi iz desetleta v desetletje spreminja in niha. Leta 1869 je bilo v vasi le 428 prebivalcev, kar je najmanj po v zapisani zgodovini vasi. Kasneje se je število prebivalcev povečevalo, višek pa je doseglo leta 1948, ko je Hotiza štela kar 1052 prebivalcev. Po tem letu je število spet upadlo, vzrok zato naj bi bilo preseljevanje čez lužo. Od nastanka samostojne Republike Slovenije dalje je povprečno število prebivalstva 830. Vendar je od leta 2004 število še upadlo (796 vaščanov), o čemer pričajo prazne starejše hiše, majhno število otrok in porast odstotka starejšega prebivalstva.
Statistični podatki:
| Leto      | 1869 | 1880 | 1890 | 1900 | 1910 | 1931 | 1948 | 1953 | 1961 | 1971 | 1981 | 1991 | 2002 | 2004 | 2008 | 2009 | 2010 |
| --------- | ---- | ---- | ---- | ---- | ---- | ---- | ---- | ---- | ---- | ---- | ---- | ---- | ---- | ---- | ---- | ---- | ---- |
| Št. preb. | 440  | 538  | 640  | 720  | 746  | 895  | 1082 | 1053 | 906  | 847  | 836  | 841  | 788  | 796  | 813  | 775  | 786  |

## Učni hram
Leta 1886 so na pobudo in na stroške vaščanov odprli poslopje enooddelčne rimokatoliške ljudske šole. Prej so šolarji obiskovali madžarsko šolo na Kapci. Prvi učitelj je bil v letih 1868–1888 György Molnár. Požar leta 1914 je zgradbo močno poškodoval, zato so jo prenovili, dozidali še eno učilnico in tako je bila šola dvooddelčna. Pouk je potekal v madžarščini, le verouk je bil v slovenščini. Med 1. svetovno vojno otroci skoraj niso hoteli v šolo, ker so bili v zgradbi nameščeni razni vojaki. Po temeljitem popravilu se je pričel reden pouk šele leta 1920/21. Prvi upravitelj po vojni je bila Janoš Habect, nato Josip Aničič, po letu 1923 pa Izidor Horvat, ki se je rodil v Žižkih. Po premestitvi Horvata sta upravitelja Avrelij Rajc (1931-34) in Jožica Kotnjek do 1941. Med okupacijo so učitelje »prišleke« izgnali iz Prekmurja. Poučevali so József Horváth, Ana Graf, Terezija Tanai. Deloma so poučevali slovensko. Po osvoboditvi se je vrnila Jožica Kotnjek, za njo pa še več slovenskih učiteljic. Leta 1922 je šola postala triooddelčna, leta 1934 pa je postala štirioddelčna. 
S prostovoljnim delom vaščanom in sredstvi KS je bila zgradba leta 1993 obnovljena. Med vojno za Slovenijo leta 1991 so bili v njej nameščeni pripadniki Teritorialne obrambe Slovenije.
Trenutno je v njej vrtec, sedež Društva mladih Hotiza, ter knjižnica.

## Župnija Hotiza
Iz cerkvene kronike je razvidno, da je župnija Hotiza dolgo spadala pod Lendavsko župnijo, katere začetek sega celo v 9. stoletje, v dobo Pribina in Koclja. Po prizadevanjih častnega kanonika, lendavskega dekana in vaščanov Hotize je leta 1924 Hotiza leta postala samostojna ekspozitura. Prvi ekspozit, ki je prišel v Hotizo je bil Jože Tivadar, rojen v Turnišču, ki je dal dograditi tedanjo cerkev. Leta 1926 je prišel kot kaplan v Hotizo g. Zadravec, ki se je lotil gradnje župnišča. Obnovljen je bil tudi glavni oltar, kjer so slike svetega Petra in Pavla. Leta 1934 je velika prelomnica za bogoslužje in vaščane Hotize. Prišel je novomašnik Jože Berden, žal je moral leta 1941 v pregnanstvo na Madžarsko. Med 2. svetovno vojno so se stvari spremenile zaradi okupacije Prekmurja. Po drugi svetovni vojni se je med svoje vrnil Jože Berden (†1975). V cerkvenih obredih je nadaljeval s knjižno slovenščino. Do leta 1985 sta še opravljala bogoslužje Ivana Kolenc in Štefan Zver. Viljem Kovač, rojen v Gradu na Goričkem je leta 1985 prevzel župnijo. Obnovil je župnišče, cerkvi uredil elektroniko zvonov.

## Naravne zanimivosti
Zahodno od naselja je kilometer dolgo Hotiško jezero, ena izmed najbolj znanih mrtvic, ki ima obliko okljuka nekdanje reke. Začenja se ob glavni cesti pri Jula Marofu in se nadaljuje proti jugovzhodu v Orlovšček in proti reki Muri. Ob jezeru raste nov zaselek Grede, ki ima že 10 hiš, ob cesti za Veliko Polano pa stoji naselje Ložič. Bujno vodno rastlinstvo z lokvanji, vodne ptice in ribe ter ob bregovih težko prehodni pragozd nudijo dobre pogoje za turizem. Na tem območju najdemo tudi štrke. V mrtvicah živijo različne vrste rib, nevretenčarji, pa tudi divje race imajo svoja gnezdišča. V zadnjem času gnezdijo celo labodi in kormorani niso redki.

## Društva in šport

### Kulturno življenje v KS Hotiza
Hotiza, majhna vasica s prijaznimi vaščani, je na kulturnem področju znana po dobrih igralcih, pevcih in plesalcih. V preteklosti je bil zelo razgibana igralka dejavnost, saj so člani kulturnega društva pripravili več ljudskih iger in se z njimi prestavili na domačem odru in tudi v sosednjih krajih. Razne spremembe v času in okolju pa so prinesle tudi spremembe na področju kulturnih dejavnosti. Bilo je nekako zatišje v kulturnem društvu, v ljudeh pa se je bila želja po petju in plesu ter kulturno društvo Hotiza. Pridobili smo nove člane in popravili pogoje za nove dejavnosti. Ustanovili smo več skupin med katerimi so: ritmična skupina Lokvanj, otroška in odrasla folklorna skupina ter skupina ljudskih pevcev. Tako je življenje na kulturnem področju zelo razgibano in vaščani radi prihajajo na prireditve.  V vasi obstaja nekaj tradicionalnih prireditev, kot so Materinski dan, Pustno rajanje, Prvomajsko kresovanje, Ribiški dnevi (v juliju), 
udeležba na Lendavski trgatvi, itd.

### Šport in Hotižanci
Nogometni klub Hotiza ima zelo zanimivo zgodovino. Začetki so bili nekaj posebnega. Igre z žogo in brcanje proti golu segajo daleč nazaj. K razvoju nogometa so veliko prispevali Hotiški »fantje« študentje v Ljubljani in Mariboru. Nogomet se je na začetku igral na »ogradih« pri Žižkovih tako, da v ogradu ni bilo trave, da bi se krave napasle. Vaščani so s posebnim zanimanjem spremljali prijateljske tekme med Hotizo in SV. Martinom. Iz nekdanjega kluba »Orel« se je razvil NK Hotiza, ki je imel igrišče na Kapci. Omeniti je potrebno, da je za klub tekmovalo precej nogometašev tudi iz Kapce in Kota. Žoga in nogomet sta veliko prispevala, da so vse te vasi v eni krajevni skupnosti.
Leta 1972 so bile zgrajene slačilnice in narejeno je bilo igrišče. Uspehi kluba so zadovoljivi. Veliko hotiških mladincev in nekaj članov igra oziroma je igralo tudi za NK Nafto.
V letu 1994 se je pričela rekonstrukcija slačilnic in igrišča. Postavljena je bila ograja in urejena okolica. Trenutno igra NK Hotiza v zelo uspešno v Pomurski ligi). 
S sredstvi kluba, KS in občine Hotizi nastaja lep športni center. Center za mlade, pa ureja predvsem Društvo mladih Hotiza, ki s pomočjo drugih društev ter občine, gradi na t. i. ˝laštatu˝ igrišče za mali nogomet, ter igrišče za odbojko na pesku.

### Hotiza in gasilci
Kljub temu, da je Hotiza že leta 1902 dobila brizgalno za gašenje požarov, so se gasilci organizirali šele leta 1925 in sicer na pobudo takratnega učitelja Izidorja Horvata. Na samem začetku se je v društvo vključilo 18 članov. Novoustavljeno gasilsko društvo na Hotizi je prevzelo brizgalno od takratnega občinskega odbora.
To je bila ročna brizgalna, ki je ohranjena še sedaj, vendar ni več v uporabi, saj so 1972 leta kupili s pomočjo občanov in gasilske zveze Lendava motorno brizgalno. Leta 1970 se je dokončno uredil gasilski dom. Gasilci so pridobili tudi dvoosno prikolico za prevoz motorne brizgalne. Nabavljeno je bilo tudi gasilsko vozilo kombi 1981 – s pomočjo vaščanov in gasilske zveze Lendava. Kasneje so bili postavljeni hidranti in izkopani so bili požarno varnostni vodnjaki v celi vasi. Leta 1993 so obnovili gasilski dom. Na pročelju je bila izdelana tudi slika sv. Florijana,  zavetnika gasilcev. Leta 2006 je na Hotizo prišlo novo gasilsko vozilo.
Turistično društvo Hotiza
Turistično društvo Hotiza se je ustanovilo februarja, 2008. Sami začetki turizma pa segajo še več kot 10 let nazaj, ko smo začeli organizirati 1. Hotiške ribiške dneve takrat še pod okriljem kulturnega društva Hotiza. Ker se je prireditev iz leta v leto večala tako po obiskovalcih kot vsebini smo pozneje organizirali turistično društvo, ki je še potem intenzivnejše delala na razvoju prireditve. V teh letih delovanja smo aktivno sodelovali pri razvoju vasi in projektih s katerimi smo uredili nekaj turističnih točk na Hotizi. Med temi bi omenili brod Hotiza, znamenje treh grofij, rimsko pot ob Halasovi križni poti, vinogradniški center s staro prešo… v načrtih pa še imamo ureditev več takih točk. Aktivno se vključujemo v turistične in ostale prireditve v naši občini in vasi. Pred kratkim smo se včlanili tudi v turistično zvezo »Lendava vabi«, znotraj katere želimo aktivno delovati in prispevati k razvoju turizma v občini Lendava kot tudi v svoji domači vasi. Turistično društvo je tudi član krovne organizacije TZS.